# Idioma saho
El idioma saho es una lengua cushita hablada en la parte central de Eritrea y en la región Tigray de Etiopía por más de 200 000 personas y que integra, junto con el idioma afar, el grupo saho-afaro, subdivisión de las lenguas cushitas orientales.
En el territorio saho, limitado por la bahía de Arafali al este, los valles de Laasi Ghedé al sur y las Torres Altas eritreas al oeste, se diferencian cuatro variedades dialectales principales: la assaorta, la irob (exclusivamente etiopie), el minifero y el toroa.

## Descripción general
El saho es hablado de forma nativa por el pueblo saho. Tradicionalmente, habitan en el territorio de Eritrea delimitado por la bahía de Erafayle al este, los valles de Laacasi Gade al sur y la meseta Eritrea al oeste.
Esta área de habla limita con otras comunidades de habla afroasiática, con hablantes de tigré al oeste y hablantes de afar al este. En Etiopía, el saho se habla principalmente en la región de Tigray. Tiene alrededor de 250 000 hablantes en total y cuatro dialectos principales: el dialecto del norte, hablado principalmente por Casawurta, Tharuuca, Casabat Care, etc., el dialecto central, hablado principalmente por Faqhat Xarak de Minifere y el dialecto del sur, hablado principalmente por Minifire, Xazo, Dabrti- meela, Irob, Sancafé. Los Saho también usan el árabe (letras especiales, ahora latinas) para documentar su historia y brindar información.
El idioma saho estando en la antigua Eritrea italiana recibió una fuerte influencia de préstamos italianos.
También recientemente el lenguaje se está utilizando en el ciberespacio como herramienta de comunicación. Y hay un sitio web completamente diseñado con lenguaje saho.
El saho está tan estrechamente relacionado con el idioma afar, hablado como lengua materna por el pueblo afar, que algunos lingüistas consideran las dos lenguas como dialectos de una única «lengua saho-afar». De todos modos, se ha demostrado que al menos en su léxico básico los dos pueden diferenciarse claramente.

### Sistemas de escritura
El idioma saho posee tres sistemas de escritura: una versión en alfabeto latino, oficial en Eritrea; una versión en alfabeto etíope, oficial en Etiopía; y una versión en alfabeto ajami sin reconocimiento oficial.